# 邬丽娅·司马义诺娃
邬丽娅·司马义诺娃（1954年—），维吾尔族，中华人民共和国政治人物、第十一届全国政协委员。
担任天山电影制片厂导演。2008年，当选第十一届全国政协委员，代表少数民族界，分入第四十九组。